# Campo Arañuelo

Campo Arañuelo.

Campo Arañuelo és una comarca d'Extremadura situada al nord-est de la província de Càceres. Limita al sud amb les comarques de Los Ibores i La Jara, al nord amb el riu Tiétar, que rl separa de La Vera; a l'est amb la Campana de Oropesa, i a l'oest amb el Parc Nacional de Monfragüe i el Tiétar. El cap comarcal és Navalmoral de la Mata.

## Municipis
- Almaraz
- Belvís de Monroy
- Berrocalejo
- Casas de Miravete
- Casatejada
- Deleitosa
- El Gordo
- Higuera de Albalat
- Majadas de Tiétar
- Millanes
- Navalmoral de la Mata
- Peraleda de la Mata
- Pueblonuevo de Miramontes
- Romangordo
- Rosalejo
- Saucedilla
- Serrejón
- Talayuela
- Toril
- Torrejón el Rubio
- Valdecañas de Tajo
- Valdehúncar